# Thomas Wedders
Thomas Wedders, també conegut com Thomas Wadhouse, nascut a Yorkshire, Anglaterra, c.1730, va ser intèrpret en diferents espectacles de circ a mitjans del segle XVIII. És conegut principalment per tenir el nas més llarg del món, suposadament mesurava 20 cm (7,8 polzades) de llarg.
Més enllà del seu gran nas, se sap poc sobre la vida de Wedders. Sembla que els seus pares eren germans.
Guinness World Records no pot verificar la longitud del nas de Wedders, ja que va morir abans de la invenció de la càmera. Una reproducció en cera del seu cap es troba al museu Ripley's Believe It or Not! de Londres.